# 藤崎まや
藤崎 まや（ふじさき まや、1984年5月2日 - ）は、プラチナムプロダクションに所属していた日本の元タレントである。
愛知県出身。血液型はA型。現在は結婚して3児の母となっている。

## 人物
- 本名…非公表。ただし、名字は『蝦夷森』（えぞうもり）と公表した。因みに蝦夷森姓は、元々は『蝦夷』を使うように、北海道の姓であり、現在は北海道と東北地方に多い[2]。
- 趣味：映画鑑賞、カラオケ、シャンプー
- 2009年にテレ朝チャンネルの上田ちゃんネルにおいて、上田ちゃんネルから生まれたアイドルユニット・パピーマウスとして、「ずっとこのままで」という曲をネット配信した[3]。パピーマウスは3人編成で藤崎の他に永作あいりと向井伊希子が参加していた。
- 3歳下の上原美優とは誕生日が同じ5月2日だったこともあってか、仕事のみならずプライベートでも仲が良かった[4]。また、プラチナムの同僚である青山玲子とは今でも交流が深く、青山のブログにも度々登場している[5]。

## 主な活動
- フォーミュラ・ニッポン「direxivレーシングガールズ」（2006年）
- HERO'Sラウンドガール（2006年）
- 鈴木亜美「Alright」PV出演（2007年）

## リンク
- ☆藤崎まや☆の まぁぃ〜や。。。☆ - 動画共有サイトzoome